# Spominski znak Premik 1991
Spominski znak Premik 1991 je spominski znak Slovenske vojske, ki je namenjen pripadnikom takratne TO RS, ki so aktivno sodelovali pri mobilizacijsko-taktični vaji Premik 1991.

## Opis
Spominski znak ima obliko ščita in je rjave barve. V sredini znaka je na zelenem lipovem listu napis TO. Znak ima na zgornjem delu z zlatimi črkami napisano PREMIK, na spodnjem pa letnico 1991. (Uradni list RS št. 960-00-4/97)

## Nosilci
- seznam nosilcev spominskega znaka Premik 1991